# Stolonica multitestis
Stolonica multitestis is een zakpijpensoort uit de familie van de Styelidae. De wetenschappelijke naam van de soort werd voor het eerst geldig gepubliceerd in 2001 door Monniot.